# أنوك هوخينديك
أنوك هوخينديك (مواليد 6 مايو 1985) هي لاعبة كرة قدم معتزلة هولندية، شاركت مع منتخب هولندا في 103 مباراة دولية.

## روابط خارجية
- أنوك هوخينديك على موقع الاتحاد الدولي (مؤرشف)  (الإنجليزية)
- أنوك هوخينديك على موقع الاتحاد الأوربي (الإنجليزية)
- أنوك هوخينديك على موقع قاعدة بيانات كرة القدم.إي يو (الإنجليزية)
- أنوك هوخينديك على موقع Soccerway.com (الإنجليزية)